# Dwór w Gródkach
Dwór w Gródkach – zabytkowy dwór w miejscowości  Gródki (województwo warmińsko-mazurskie).
Piętrowy, neobarokowy dwór wybudowany na planie prostokąta w początkach XX w. przez niemiecką rodzinę von Boddien (Boddin). Główne wejście w dwupiętrowym  ryzalicie prowadzi przez ozdobny portal pomiędzy dwoma fryzami podtrzymującymi fronton typu entrecoupé (z przerwą). W przerwie kartusz z herbem przedstawiający snopek i przedramię z szablą. 
Ostatnią niemiecką właścicielką dworu była Wilhelmina von Boddien (1893-1945), córka Fritza Augusta von Boddiena, żona niemieckiego feldmarszałka Fedora von Bocka (1880-1945). Po I wojnie światowej dwór otrzymał właściciel ziemski Rajmund Stodolski herbu Plon. 

Plon